# Distretto di Independencia (Ica)
Il distretto di Independencia  è uno degli otto distretti della provincia di Pisco, in Perù. Si trova nella regione di Ica e si estende su una superficie di 272,34  chilometri quadrati.